# Jeanne Calment
Jeanne Louise Calment (Arle, 21 de febrer de 1875 — Arle, 4 d'agost de 1997) va ser una ciutadana francesa que va viure 122 anys i 164 dies (44.724 dies en total). Es tracta de la persona més longeva comprovada per la ciència fins al dia d'avui, d'acord amb els molts estudis i investigacions documentals que es van fer d'ella mentre vivia.

## Biografia
Nascuda a Arle, Calment tenia 14 anys quan la Torre Eiffel va ser acabada el 1889, i va tenir una vida extremadament activa, mantenint una activitat física intensa fins i tot a la tercera edat, ja que va practicar esgrima a l'edat de 85 i manejava la seva bicicleta fins a l'edat de 100. El seu germà, François, va viure fins als 97, el seu pare, Nicolás, fins als 93 i la seva mare, Margarita, fins als 86.
Es va casar amb el seu cosí segon, Fernand Calment, el 1896, qui havia nascut el 1868 i va morir el 1942, quatre anys abans de festejar el seu 50 aniversari de noces. També va sobreviure a la filla dels dos, Yvonne, que va morir el 1934, i al seu net, Frédéric, mort el 1963 en un accident automobilístic.
Entre les seves aficions destacava la llengua auxiliar internacional esperanto, que va aprendre amb el seu marit Fernand.

## Tracte en desavantatge... per a Raffray
El 1965, a l'edat de 90 anys, sense hereus naturals, Jeanne Calment va signar un acord, comú a França, per a vendre el seu condomini sense perdre'n la possessió, a l'advocat François Raffray. Aquest tipus d'acords permeten al propietari original obtenir recursos per un temps fins a la seva mort. Raffray, llavors de 47 anys, va acordar pagar una suma mensual fins que ella morís. Al moment de l'acord, l'apartament valia l'equivalent a 10 anys de renda. Desafortunadament per a l'advocat, Jeanne no només va sobreviure trenta anys més, sinó que va viure més temps que ell, ja que Raffray va morir el 1995, a l'edat de 77 anys. La seva vídua hagué de seguir pagant fins a la mort de Jeanne Louise gairebé 3 anys més tard.

## Salt a la fama mundial
El 1985, a l'edat de 110 anys, Calment va ser internada en una casa per a ancians. Però no va ser fins a 1988 que va guanyar reconeixement mundial gràcies al centenari de Vincent van Gogh. Diversos reporters de tot el món van visitar Arle i va ser llavors quan va tenir l'oportunitat d'explicar l'anècdota de com el va conèixer. Quan tenia 14 anys, Van Gogh va visitar la botiga del seu pare. Per a Jeanne, Van Gogh era una persona bruta, desagradable i mal vestida. Jeanne Louise també va afirmar haver assistit al funeral de Victor Hugo.

## Sota els reflectors
Als 114 anys, va aparèixer breument en la pel·lícula Vincent and Me, interpretant-se a si mateixa i convertint-se també en l'actriu més anciana coneguda en la història. Un documental francès sobre la seva vida, Més enllà dels 120 anys amb Jeanne Calment, va ser llançat el 1995. El 1996, l'asil on vivia va llançar un CD en el seu honor. Time's Mistress presentava els seus pensaments combinats amb barreges de ritmes moderns i rap.
Jeanne Louise va deixar de fumar als 117 anys, perquè en quedar-se cega li feia pena demanar foc per als seus cigarrets.

## Establiment del rècord
Després de l'entrevista de 1988, a l'edat de 113, Calment va rebre el títol de la persona més anciana del món pel llibre Guinness de Rècords. Aquesta publicació la va esmentar per primera vegada en la secció de "noves entrades" al final del llibre el 1989. No obstant això, en aquest mateix any, el títol li va ser retirat i se li va atorgar a Carrie C. White, de Florida, qui afirmava haver nascut el 1874, malgrat que això va ser disputat per diverses investigacions posteriors.
A la mort de White, el febrer de 1991, la tímida i feble Jeanne Louise, de 116 anys, va ser reconeguda com la persona més anciana amb vida. El 17 d'octubre de 1995, a l'edat de 120 anys i 238 dies, es va convertir en el rècord Guinness a la persona amb més edat mai documentada, sobrepassant amb seguretat al japonès Shigechiyo Izumi, qui alguna vegada va reclamar el títol amb seriosos dubtes sobre la seva veracitat.
Descomptant els qüestionables casos de Shigechiyo Izumi i Carrie C. White, Calment és la primera persona l'arribada de la qual a les edats de 115, 116, 117, 118, 119, 120, 121 i 122 anys ha estat registrada amb certesa. És l'única persona que, amb certesa documental i sens dubte mèdic pel mig, ha superat els 120 anys.
Després de la seva mort, el 4 d'agost de 1997, Marie-Louise Meilleur, del Canadà, es va convertir en la persona més anciana reconeguda del món.

## Estat de salut
La notable salut de Jeanne Calment va ser determinant en l'establiment del seu rècord. Als 85 practicava esgrima, als 100 muntava amb bicicleta. El seu trasllat a un asil d'ancians, només va tenir lloc després del seu aniversari 110. La raó: un petit incendi registrat en el seu departament quan estava cuinant. Malgrat tot, va seguir conservant-se en bona forma i va poder caminar per si mateixa fins que va tenir una caiguda a l'edat de 114 anys i 11 mesos. Jeanne va sobreviure a una operació de maluc, al gener de 1990, convertint-se així en la persona verificada més vella sotmesa a una cirurgia. Tot i que després d'això va estar confinada a una cadira de rodes, es va mantenir activa i xerraire, rebent visites constants fins al seu aniversari 122, quan es va declarar que el seu estat de salut havia decaigut i necessitava privacitat. Jean-Marie Robine, director d'un dels principals centres de salut europeus, va dir que aquesta privadesa va ser una espècie de "permís per a morir", ja que tota l'atenció posada s'hi va esfumar. Jeanne Calment va morir cinc mesos després.